# Liga Republikańska
Liga Republikańska – polska organizacja prawicowa i antykomunistyczna działająca w latach 1993–2001.

## Historia
Liga została zarejestrowana jako stowarzyszenie 8 grudnia 1993. Najbardziej aktywna w latach 1995–1997. Przewodniczącym organizacji był Mariusz Kamiński.
Stowarzyszenie według deklaracji programowej, powstało jako protest prawicowej części aktywnych politycznie ludzi młodego pokolenia wobec powrotu do władzy postkomunistów w wyniku wyborów parlamentarnych 19 września 1993. Utworzyła je grupa byłych działaczy konspiracyjnego Tajnego Zarządu Niezależnego Zrzeszenia Studentów (NZS) Uniwersytetu Warszawskiego z lat 80.
Liga była organizacją kierowaną przez ówczesnych trzydziestolatków, którym udało się skupić dookoła siebie pewną liczbę ludzi młodszych od siebie. Najgłośniejszymi działaniami Ligi były demonstracje uliczne (największa w dniu zaprzysiężenia na prezydenta Aleksandra Kwaśniewskiego), pikiety, w których uczestniczyła również młodzież szkolna (np. przeciw ówczesnemu ministrowi edukacji Jerzemu Wiatrowi z SLD) oraz manifestacja na galerii sejmowej przeciw oskarżanemu przez nich o współpracę z rosyjskim wywiadem premierowi Józefowi Oleksemu. Liga organizowała też wystawę fotografii „Żołnierze Wyklęci”, poświęconą powojennej partyzantce. Wśród działań Ligi były także m.in. demonstracje pod domem Wojciecha Jaruzelskiego 13 grudnia każdego roku, usuwanie symboli radzieckich i komunistycznych z polskich miast, protesty przeciw polityce rosyjskiej w Czeczenii czy działania na rzecz osądzenia sędziów stalinowskich (m.in. Stefana Michnika). Po powrocie do Polski w 1997 byłego najemnika i antykomunisty Rafała Gana-Ganowicza Liga nawiązała z nim bliskie kontakty i promowała go jako bohatera. 29 kwietnia 1998 Liga usunęła grupę neofaszystów występujących przeciwko NATO i UE ze spotkania z Ryszardem Kuklińskim w Krakowie.
W 1997 Liga zatrzymała wspólnie z NZS pochód pierwszomajowy Ogólnopolskiego Porozumienia Związków Zawodowych, Polskiej Partii Socjalistycznej i Socjaldemokracji Rzeczypospolitej Polskiej przed Uniwersytetem Warszawskim. Do kontrmanifestacji tej usiłowali przyłączyć się członkowie Narodowego Odrodzenia Polski (NOP), których antysemickie okrzyki Kamiński jednoznacznie potępił podczas konferencji prasowej 4 maja. Mimo to w kolejnym roku członkowie NOP ponownie wzięli udział w zakłócaniu przemarszu pierwszomajowego przez Ligę, skandując „Żydzi, Żydzi, cała Polska was się wstydzi”. 3 maja 1998 w Krakowie działacze Ligi w asyście nazi-skinów nie dopuścili do złożenia kwiatów pod Pomnikiem Grunwaldzkim przez delegację SLD. 1 maja 1999 członek Ligi Republikańskiej rzucił w uczestników pochodu pierwszomajowego na placu Grzybowskim w Warszawie petardę, która zraniła prof. Krzysztofa Dunina-Wąsowicza i dziennikarzy telewizji RTL 7. 1 maja 2001 działacze Ligi i NOP pod przewodnictwem wokalisty neonazistowskiej grupy rockowej NaRa Sławomira Urtnowskiego wystąpili przeciwko manifestacji pierwszomajowej pod pomnikiem Juliana Nowickiego w Toruniu, stosując zaczepki fizyczne.
Danuta Waniek, szefowa sztabu wyborczego Aleksandra Kwaśniewskiego, nazwała Ligę Republikańską płatnymi bojówkami, odnosząc się do zakłócenia spotkań wyborczych Kwaśniewskiego w AWF i pod Teatrem Guliwer w Warszawie 1995. Została za to stwierdzenie pozwana do sądu. Sąd Okręgowy uznał, że Liga była: „stroną agresywną, atakującą i prowokującą do reakcji”, „w AWF Liga faktycznie rozbiła spotkanie oraz w istotny sposób zakłóciła spotkanie w teatrze” oraz że nazywanie Ligi bojówką było zgodne ze stanem faktycznym, jednak na stwierdzenie, że niektórzy członkowie Ligi brali pieniądze za wybryki, Waniek nie przedstawiła wystarczających dowodów. Miała za to przeprosić na łamach „Rzeczpospolitej”. W 2004 Sąd Apelacyjny zmienił wyrok, nakazując Waniek przeprosiny również za użycie słowa „bojówki” jako obraźliwego dla nieistniejącej już Ligi i naruszającego jej dobre imię. Stwierdził jednak, że Liga wywoływała awantury utrudniając zainteresowanym udział w zakłócanych przez nią wiecach, dlatego określenie „zadymiarze” było w odniesieniu do jej członków uzasadnione.
Liga współorganizowała wystąpienia publiczne m.in. w Gdyni z Prawicą Narodową Jacka Bartyzela, a w Białymstoku z Młodzieżą Wszechpolską (MW) i NOP. Współtworzyła z MW w Krakowie Stowarzyszenie „Społeczeństwo Przeciwko Sektom”, które szykanowało członków nowego ruchu religijnego „Misja Czaitanii”. 
Część działaczy Ligi znalazła się później w partii Przymierze Prawicy, a następnie w Prawie i Sprawiedliwości (m.in. Mariusz Kamiński, Stanisław Pięta, Piotr Babinetz, Anna Sikora).

## Program
W myśl deklaracji Ligi Republikańskiej pt. Nasz dzień nadejdzie głównym postulatem stowarzyszenia była radykalna dekomunizacja, która miała polegać na całkowitym usunięciu z życia publicznego funkcjonariuszy aparatu PPR, PZPR i ZSMP, funkcjonariuszy i tajnych współpracowników UB, SB i służb wojskowych PRL oraz członków rządów PRL. Liga podejmował też postulat dekomunizacji prawa poprzez deregulację i zmniejszenie biurokracji.
Wśród propozycji Ligi znalazły się ponadto działania na rzecz zbudowania klasy średniej poprzez reprywatyzację oraz poszerzanie wolnego rynku, dążenie do usunięcia zasad poprawności politycznej, propagowanie polskiej kultury narodowej oraz tradycyjnych wartości opartych na wierze katolickiej. Podstawowym elementem spajającym Ligę był antykomunizm; inne prawicowe elementy programowe, choć obecne w jej działalności i publikacjach, były słabiej akcentowane.